# Yllenus hamifer
Yllenus hamifer là một loài nhện trong họ Salticidae.
Loài này thuộc chi Yllenus. Yllenus hamifer được Eugène Simon miêu tả năm 1895.